# Arséniure de gallium-indium
L'arséniure d'indium-gallium (InGaAs) (ou arséniure de gallium-indium, GaInAs) est un alliage ternaire (composé chimique) d'arséniure d'indium (InAs) et d'arséniure de gallium (GaAs). L'indium et le gallium sont des éléments du (groupe III) du tableau périodique tandis que l'arsenic est un élément du (groupe V). Les alliages de ces éléments chimiques sont appelés composés "III-V". InGaAs a des propriétés intermédiaires entre celles de GaAs et de InAs. InGaAs est un semi-conducteur à température ambiante avec des applications en électronique et en photonique.
L'intérêt principal de GaInAs est son utilisation comme photodétecteur rapide et à haute sensibilité pour les télécommunications par fibre optiqueet les capteurs infrarouges.

## Nomenclature
Les termes arséniure d'indium-gallium (InGaAs) et arséniure de gallium-indium (GaInAs) sont utilisés alternativement. Selon les règles de l'IUPAC, la nomenclature recommandée pour cet alliage est GaxIn1-xAs où les éléments du groupe III apparaissent dans l'ordre de numéro atomique croissant, comme dans l'alliage apparenté AlxGa1-xAs. La composition de l'alliage de loin la plus importante du point de vue technologique et commercial est Ga0.47In0.53As, qui peut être déposé sous forme monocristalline sur du phosphure d'indium (InP).

## Synthèse
Le GaInAs n'est pas un matériau présent naturellement sur Terre. Il est nécessaire d'utiliser des monocristaux pour les applications en électronique et en photonique. Pearsall et al furent les premiers à décrire la croissance par épitaxie de monocristaux de In0.53Ga0.47As sur des substrats InP orientés-(111) et orientés-(100).
Des monocristaux sous forme de film mince peuvent être obtenus par épitaxie en phase liquide (LPE), en phase vapeur (VPE), par épitaxie par jet moléculaire (MBE) et par épitaxie en phase vapeur aux organométalliques (MO-CVD). De nos jours, la plupart des composants commerciaux sont produits par MO-CVD ou par MBE.
Les propriétés optiques et mécaniques de InGaAs peuvent être modifiées en changeant le ratio entre InAs et GaAs, In1-xGaxAs. La plupart des composants en InGaAs sont fabriqués sur des substrats en phosphure d'indium (InP). De façon à avoir le même paramètre cristallin que celui de InP et éviter les contraintes mécaniques, In0.53Ga0.47As est utilisé. Cette composition a une seuil d'absorption (en) optique à 0,75 eV, correspondant à une longueur de coupure de  λ=1,68 μm à 295 K.
En accroissant la fraction molaire de InAs par rapport à celle de GaAs, il est possible d'étendre la longueur de coupure jusqu'à environ λ=2,6 µm. Dans ce cas, des mesures particulières doivent être prises pour éviter les contraintes mécaniques liées à la différence des paramètres cristallins.
Le paramètre cristallin de GaAs est très proche de celui du germanium (Ge), différant seulement de 0,08 %. Avec l'addition de 1,5 % de InAs à l'alliage, In0.015Ga0.985As possède le même paramètre cristallin que celui du substrat Ge, réduisant les contraintes lors des dépôts ultérieurs de GaAs.
Le paramètre cristallin de InGaAs augmente linéairement avec la concentration de InAs dans l'alliage. Le diagramme de phase liquide-solide montre que lors de la solidification à partir d'une solution contenant du GaAs et du InAs, GaAs est incorporé beaucoup plus rapidement que InAs, appauvrissant la solution en GaAs. Lors de la croissance d'un lingot à partir d'une solution, la composition du premier matériau à solidifier est riche en GaAs tandis que le dernier matériau à solidifier est enrichi en InAs. Cette caractéristique a été exploitée pour produire des lingots de InGaAs avec un gradient de composition selon la longueur du lingot. Cependant, les déformations introduites par le paramètre cristallin variable fait que le lingot est polycristallin et limite la caractérisation à quelques paramètres, tels que la bande interdite et le paramètre cristallin avec des incertitudes dues au gradient de composition dans ces échantillons.

## Propriétés optiques et électroniques du monocristal GaInAs

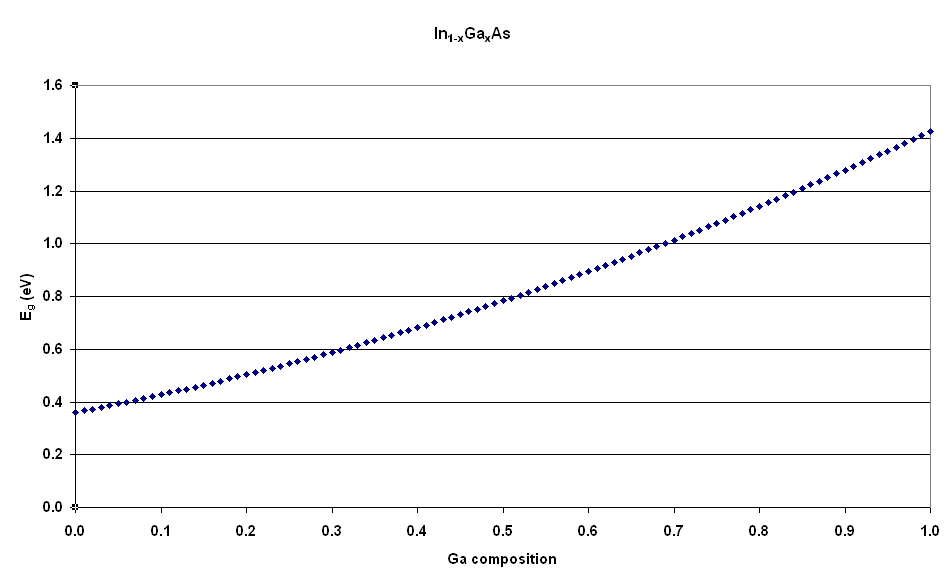
Fig.1 Largeur de bande interdite en fonction de la teneur en gallium dans GaInAs.

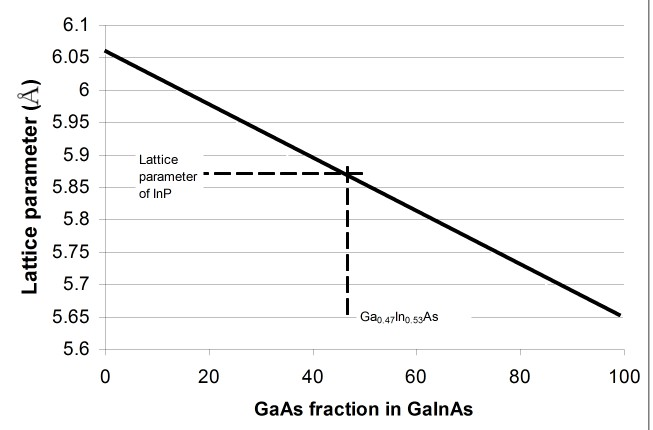
Fig.2 Paramètre cristallin de GaInAs en fonction de la teneur en GaAs.

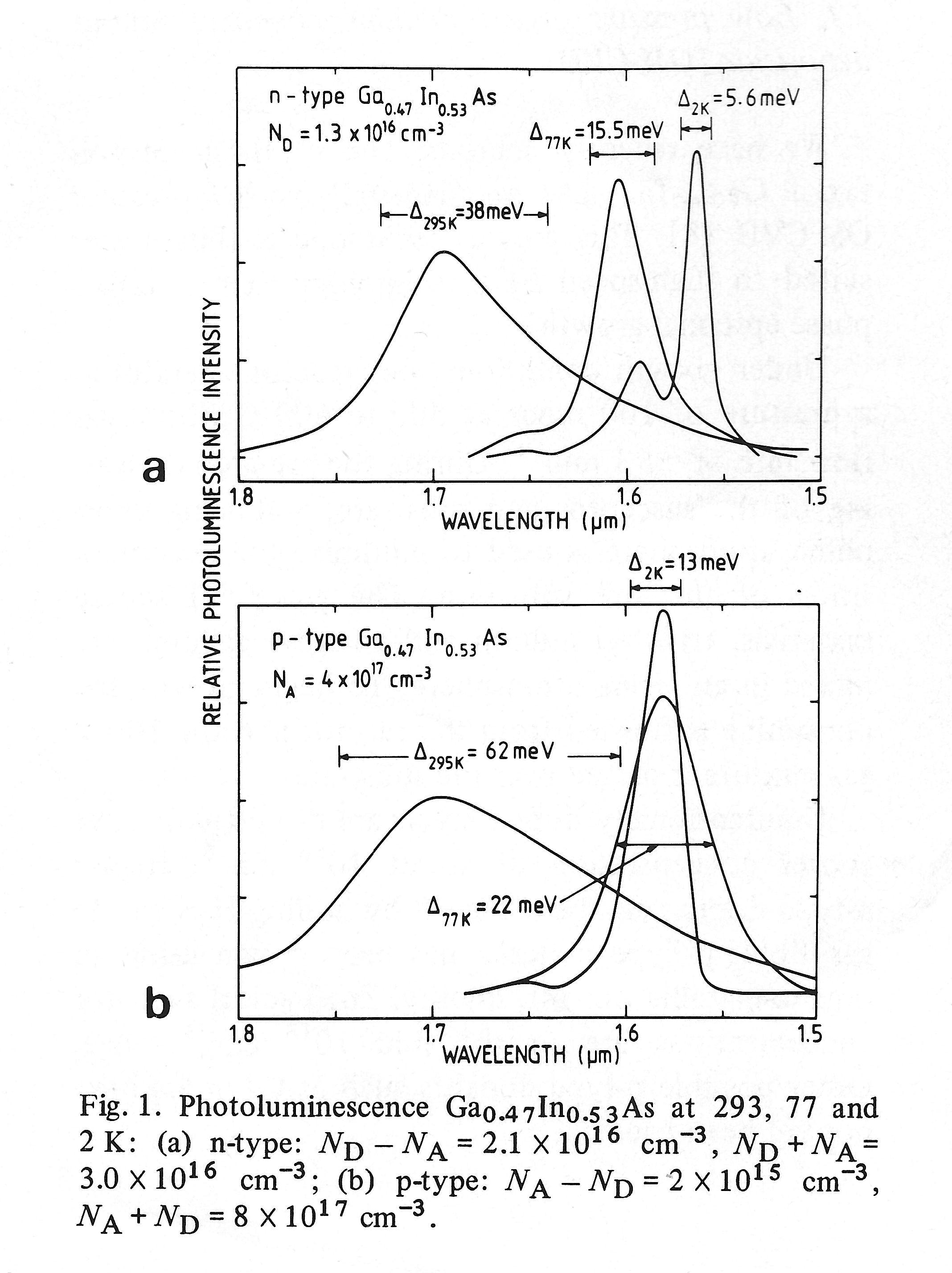
Fig.3 Photoluminescence du GaInAs de type n et de type p à 293, 77 et 2 K.

### Monocristal GaInAs
Des films épitaxiaux monocristallins de GaInAs peuvent être déposés sur un substrat monocristallin d'un semi-conducteur III-V ayant un paramètre cristallin voisin de celui de l'alliage particulier d'arséniure de gallium-indium à synthétiser. Trois substrats peuvent être utilisés : GaAs, InAs et InP. Un bon accord entre les paramètres cristallins du film et du substrat est nécessaire pour conserver des propriétés monocristallines et cette limitation permet de faibles variations de la composition de l'ordre de quelques pourcents. Par conséquent, les propriétés des films épitaxiaux d'alliages GaInAs croissant sur du GaAs sont très similaires à celles de GaAs, et celles de films croissant sur du InAs sont très similaires à celles de InAs, parce que les contraintes liées à la différence de paramètre cristallin ne permettent généralement pas d'écart significatif de la composition à celle du substrat binaire pur.
Ga0.47In0.53As est l'alliage dont le paramètre de maille est égal celui de InP à 295 K. Le GaInAs dont le paramètre de maille est identique à celui de InP est un semi-conducteur aux propriétés assez différentes de celles de GaAs, InAs ou InP. Il a une largeur de bande interdite de 0,75 eV, une masse effective des électrons de 0,041 et une mobilité des électrons voisine de 10000 cm2·V−1·s−1 à température ambiante, toutes ces propriétés sont plus favorables pour beaucoup de composants électroniques et photoniques que celles de GaAs, InP ou même Si. Les mesures de la largeur de bande interdite et de la mobilité des électrons de monocristaux de GaInAs furent publiées pour la première fois par Takeda et al.
| Propriété                        | Valeur à 295 K    | Référence |
| -------------------------------- | ----------------- | --------- |
| Paramètre cristallin             | 5.869 Å           | [ 5 ]     |
| Largeur de bande interdite       | 0.75 eV           | [ 10 ]    |
| Masse effective des électrons    | 0.041             | [ 11 ]    |
| Masse effective des trous légers | 0.051             | [ 12 ]    |
| Mobilité des électrons           | 10000 cm2·V−1·s−1 | [ 13 ]    |
| Mobilité des trous               | 250 cm2·V−1·s−1   | [ 13 ]    |

### Paramètre cristallin FCC
Comme pour la plupart des matériaux, le paramètre cristallin de GaInAs dépend de la température. Le coefficient d'expansion thermique mesuré vaut 5,66 × 10−6 K−1. Cette valeur de coefficient est significativement plus élevée que celle de InP qui vaut 4,56 × 10−6 K−1. Un film dont le paramètre cristallin est égal à celui de InP à température ambiante est déposé typiquement à 650 °C avec un écart de paramètre de +6,5 × 10−4 à cette température. Un tel film a une fraction molaire de GaAs égale à 0,47. Pour obtenir un paramètre cristallin identique à la température de dépôt, il est nécessaire d'augmenter la fraction molaire de GaAs à 0,48.

### Bande d'énergie interdite
La largeur de bande interdite de GaInAs peut être déterminée à partir du pic du spectre de photoluminescence, pourvu que la concentration totale en impuretés et en défaut soit inférieure à 5 × 1016 cm−3. La largeur de bande interdite dépend de la température et croît lorsque la température diminue, comme peut le voir sur la Fig. 3 sur des échantillons de types n et p. La largeur de bande interdite à température ambiante est de 0,75 eV et se situe entre celle de Ge et de Si. Il se trouve que la largeur de bande interdite de GaInAs est parfaitement adaptée pour les photodétecteurs et les applications laser sur la fenêtre de transmission à longueur d'onde élevée (bandes C et L), pour les télécommunications par fibre optique.

### Masse effective
La masse effective des électrons de GaInAs m*/m° = 0.041  est la plus faible de tous les semi-conducteurs ayant une largeur de bande interdite supérieure à 0,5 eV. La masse effective est déterminée par la courbure de la relation énergie-moment : une courbure plus forte donne une masse effective plus faible et un plus grand rayon de délocalisation. En termes pratiques, une faible masse effective se traduit par une mobilité élevée des porteurs de charge, favorisant une vitesse de transport et une capacité de transport de courant élevées. Une faible masse effective des porteurs favorise également un courant tunnel accru, un résultat direct de la délocalisation.
La bande de valence a deux types de porteurs de charge : les trous légers : m*/m° = 0.051  et les trous lourds : m*/m° = 0.2.
Les propriétés électriques et optiques de la bande de valence sont dominées par les trous lourds, parce que la densité de ces états est beaucoup plus importante que celle des trous légers. Ceci est également reflété par la mobilité des trous à 295 K, qui est environ 40 fois plus faible que celle des électrons.

### Mobilité des électrons et des trous

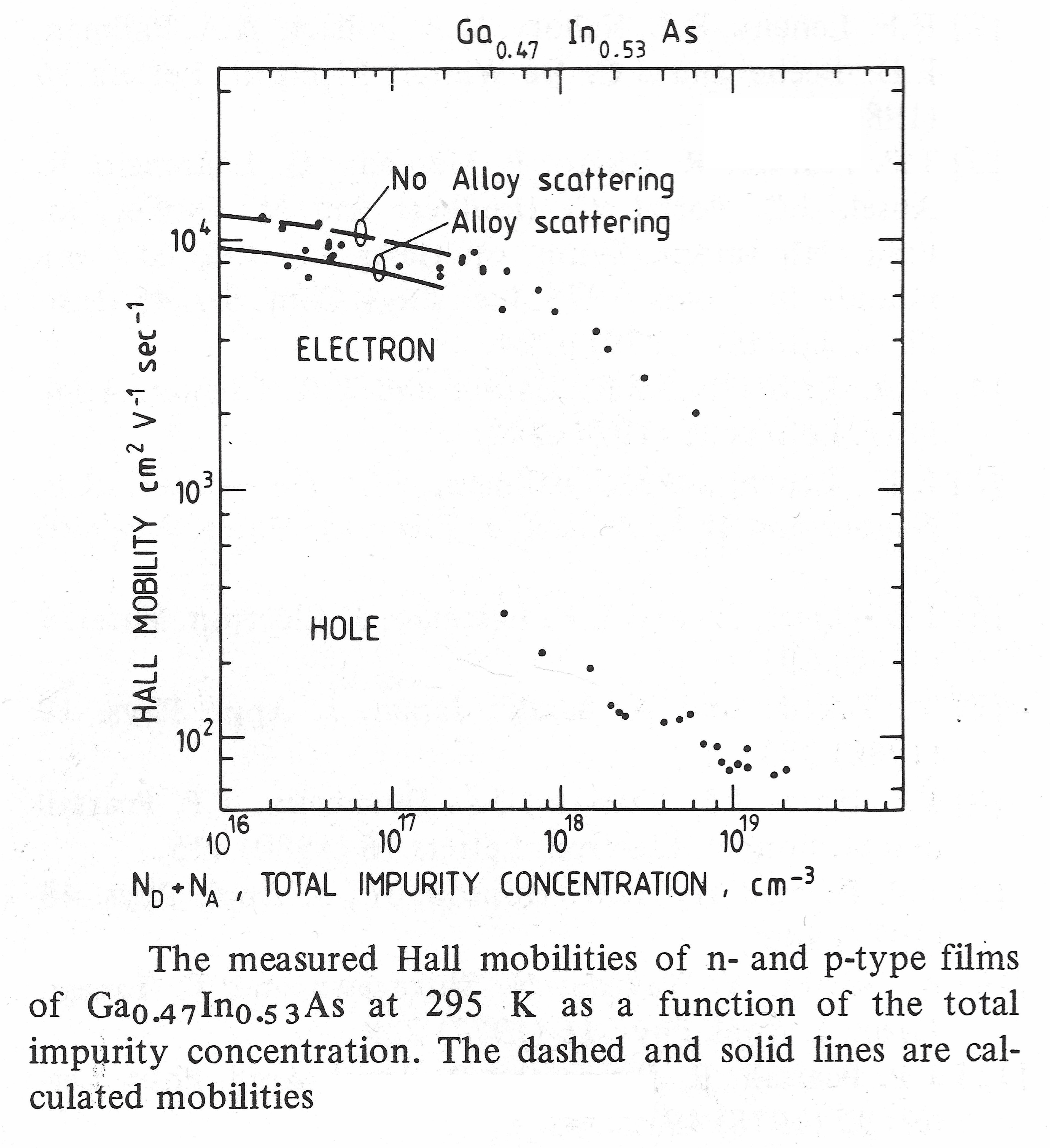
Fig.4 Mobilité des électrons et des trous de GaInAs en fonction de la concentration en impuretés à 295 K.

La mobilité des électrons et la mobilité des trous sont des paramètres clé pour la conception et la performance des composants électroniques. Takeda et al furent les premiers à mesurer la mobilité des électrons de films épitaxiaux de InGaAs déposés sur des substrats InP. Des mesures de mobilité des électrons et des trous sont montrées en Figure 4.
La mobilité des porteurs de charge de Ga0.47In0.53As est inusuelle a deux égards :
- la très forte valeur de la mobilité des électrons
- le rapport inhabituellement grand de la mobilité des électrons par rapport à celle des trous.

La mobilité des électrons à température ambiante d'échantillons raisonnablement purs de Ga0.47In0.53As approche 10 × 103cm2.V−1·s−1, ce qui est la plus élevée de tous les semi-conducteurs technologiquement importants, bien que significativement plus faible que celle du graphène.
La mobilité est proportionnelle à la conductivité des porteurs de charge. Lorsque la mobilité augmente, cela accroît la capacité de transport de courant des transistors. Une mobilité plus élevée raccourcit le temps de réponse des photodétecteurs. Une plus grande mobilité réduit la résistance série, ce qui améliore l'efficacité du composant et réduit le bruit et la puissance consommée.
La constante de diffusion des porteurs minoritaires est directement proportionnelle à la mobilité des porteurs de charge. La constante de diffusion à température ambiante des électrons de 250 cm2·s−1 est significativement plus élevée que celle de Si, GaAs, Ge ou InP, et détermine la réponse ultra-rapide des photodétecteurs Ga0.47In0.53As.
Le rapport entre la mobilité des électrons et celle des trous est le plus grand de tous les semi-conducteurs utilisés couramment.

## Applications

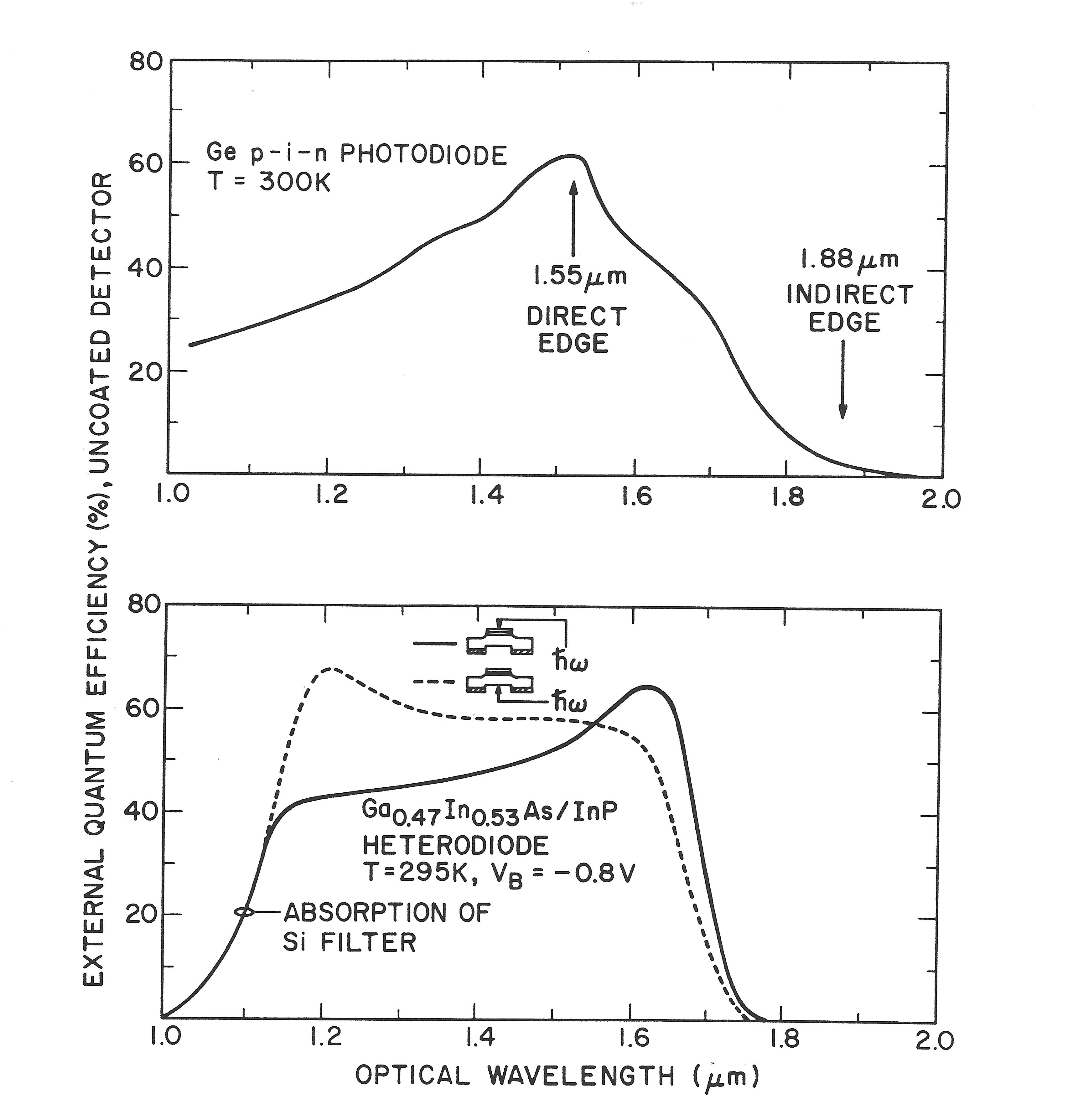
Fig.5 Efficacité quantique d'une photodiode Ge (en haut) et d'une photodiode GaInAs (en bas).
sur la plage de longueur d'onde allant de 1 µm à 2 µm.

### Photodétecteurs
La principale application de GaInAs concerne les détecteurs infrarouge. La réponse spectrale d'une photodiode GaInAs est présentée en Figure 5. Les photodiodes GaInAs constituent le choix préféré sur la plage de longueur d'onde 1,1 µm < λ < 1,7 µm. Par exemple, comparées aux photodiodes en Ge, les photodiodes GaInAs ont un temps de réponse plus rapide, une meilleure efficacité quantique et un courant d'obscurité plus faible pour la même surface de capteur. Les photodiodes GaInAs furent inventées en 1977 par Pearsall.
Les photodiodes à avalanche offrent l'avantage d'un gain plus élevé au détriment du temps de réponse. Ces composants sont particulièrement utiles pour la détection de photons uniques pour des applications telles que la distribution quantique de clé où le temps de réponse n'est pas critique. Les photodétecteurs à avalanche nécessitent une structure spéciale pour réduire le courant de fuite inverse dû à l'effet tunnel. Les premières photodiodes à avalanche utilisables furent conçues et fabriquées en 1979.
En 1980, Pearsall developa une conception de photodiode qui exploite le temps de diffusion ultra-court lié à la mobilité élevée des électrons dans le GaInAs, conduisant à un temps de réponse ultra-rapide,. Cette structure fut encore améliorée et appelée UTC uni-travelling carrier photodiode (photodiode à transport unipolaire). En 1989, Wey et al ont conçu et fabriqué des photodiodes p-i-n GaInAs/InP ayant un temps de réponse inférieur à 5 picosecondes pour une surface de détection de 5 µm x 5 µm.
D'autres innovations importantes comprennent la photodiode à FET intégré et la fabrication de matrices de capteurs GaInAs.

### Lasers
Les lasers à semi-conducteur constituent une importante application de GaInAs, après les photodétecteurs. Le GaInAs peut être utilisé comme milieu laser. Des composants fonctionnant aux longueurs d'onde de 905 nm, 980 nm, 1060 nm et 1300 nm ont été fabriqués. Des boîtes quantiques en InGaAs sur du GaAs ont également été étudiées comme lasers. Des lasers à puits quantique GaInAs/AlInAs peuvent être conçus pour fonctionner à λ = 1500 nm  correspondant à la fenêtre à faibles pertes et faible dispersion pour les télécommunications par fibre optique.
En 1994, des puits quantiques GaInAs/AlInAs furent utilisés par Jérôme Faist et al pour inventer et développer un nouveau type de laser à semi-conducteur basé sur l'émission d'un photon par un électron effectuant une transition optique entre les sous-bandes d'un puits quantique. Ils ont montré que les régions d'émission de photons peuvent être mises en cascade, créant le laser à cascade quantique (QCL). L'énergie du photon émis est une fraction de l'énergie de la bande interdite. Par exemple, un QCL GaInAs/AlInAs fonctionne à température ambiante sur la plage de longueurs d'onde 3 µm < λ < 8 µm. La longueur d'onde peut être modifiée en ajustant la largeur du puits quantique en GaInAs. Ces lasers sont largement utilisés pour l'analyse chimique et la mesure de la pollution.

### Imagerie infrarouge
En 2025, l’Agence de l’innovation de défense [AID] soutien le développement d'un capteur infrarouge de type SWIR [Short-Wave InfraRed] à haute résolution, devant être « abordable » et améliorant les performances des capteurs actuels, en utilisant la technologie InGaAS. Ce projet est mené par New Imaging Technologies (groupe Lynred) implantée à Verrières-le-Buisson en partenariat avec Safran Electronics & Defense a pour objectif - selon l'AID - de mettre au point le « premier capteur SWIR avec une taille de pixel de 8 µm, utilisant la technologie InGaAS, (qui) peut convertir efficacement la lumière invisible dans cette gamme en signaux électriques, permettant ainsi la création de capteurs SWIR performants ». Il a déjà fait l’objet d’évaluations sur le terrain, « Les essais qualitatifs réalisés en ambiance maritime ont montré la capacité très longue portée de ces capteurs (supérieure à 50 km) et l’apport d’une caméra SWIR par rapport aux cameras visibles dans des conditions d’environnement dégradées [brume, pluie , présence de turbulences, etc.] ».